# Štrasburské přísahy

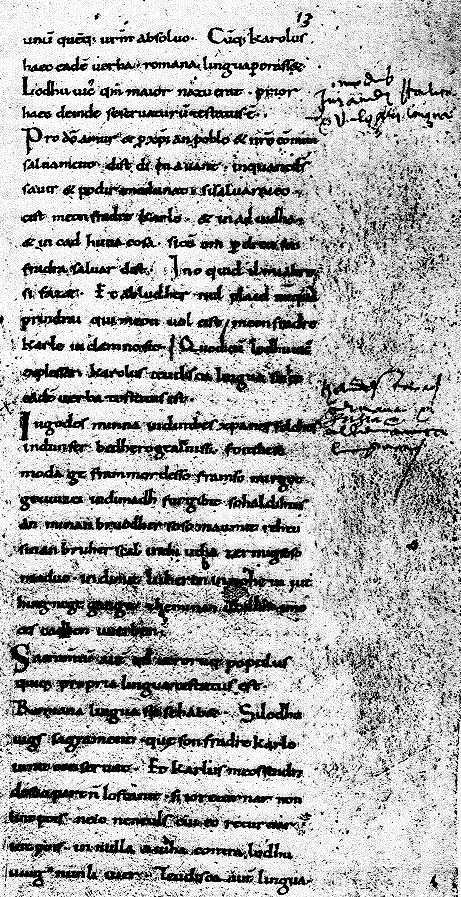
Text přísahy

Štrasburské přísahy (fr. Les Serments de Strasbourg) je právní dokument podepsaný 14. února 842 vnuky Karla Velikého Ludvíkem Němcem a Karlem Holým ve Štrasburku za účelem vytvoření aliance proti jejich staršímu bratru Lotharovi. V následujícím roce došlo k rozdělení franské říše mezi všechny tři bratry na základě verdunské smlouvy.
Hodnota Štrasburských přísah spočívá především v jazycích, kterým byly napsány. Stojí totiž u zrodu novodobých evropských jazyků. Do té doby byla na území franského království (to znamená dnešní Francie a Německa) jazykem vzdělanců a oficiálních písemností pouze latina.
Tento dokument je považován za první pramen, jenž byl sepsán ve starofrancouzském a staroněmeckém jazyce. Je výslednicí dlouhodobého germánského vlivu na hovorovou latinu (vulgární latina).

## Stará a moderní francouzština
- Text ve staré francouzštině:

 'Pro Deo amur et pro christian pablo et nostro commun salvament, d'ist di in avant, in quant Deus savir et podir me dunat, si salvarai eo cist meon fradre Karlo et in ajudha et in cadhuna cosa, si cum om per dreit son fradra salvar dift, in o quid il mi altresi fazet, et ab Ludher nul plaid nunqua prindrai, qui meon vol cist meon fradre Karle in damno sit.' 
- Stejný text v moderní francouzštině:

 'Pour l'amour de Dieu et pour le salut du peuple chrétien et notre salut commun, de ce jour en avant, autant que Dieu me donne le savoir et le pouvoir, je défenderai mon frère, Charles, et en aide de tout, comme il faut par droit naturelle défendre son frère, pourvu qu'il me fasse la même, et avec Lothaire je ne prendrai aucune accorde au préjudice de mon frère Charles.' 
- Český překlad:

 'Pro lásku Boží, blaho křesťanského lidu a naše společné blaho, tímto dnem počínaje, pokud mi Bůh bude poskytovat vědomí a moc, budu chránit svého bratra Karla svou veškerou pomocí tak, jak plyne z přirozeného práva bránit svého bratra, aby on udělal to samé pro mě; a s Lotharem nebudu se spolčovat ze své vlastní vůle, aby můj bratr Karel nedošel k újmě.' 